# إدريس الخرشاف
إدريس الخرشاف، ولِدَ في مدينة طنجة، المغرب، سنة 1943. دكتور وباحث وأستاذ جامعي بالتعليم العالي، بكلّية العلوم بالرباط، قسم الرياضيات والمعلوميات، مختص في تحليل المعطيات.
حياته العملية مجزءة إلى ثلاثة أقسام، الأول وهو القسم الروحي: أي البحث في القرآن والسنة النبوية، والقسم الثاني: البحث الأكاديمي، والقسم الثالث: البحث العلمي. والقسط الأكبر في هذه المسيرة هو للبحث العلمي في القرآن الكريم، حيث عمل فيه منذ سنة 1979.
هدفه الأساسيّ هو جعل القرآن الكريم منهجا في تعليم المواد العلمية.

## الأنشطة الثقافية والعلمية[2]

### مناصب
- عضو أكاديمية العلوم الأمريكية – نيويورك – الولايات المتحدة الأمريكية 2006.
- أول مغربي في تاريخ المغرب يحصل على [[أعلى وسام للتميز الدولى للشخصيات الأكثر تأثيرا في العالم في مجال الفكر والعلوم 2013م (المجلس الدولى لحقوق الإنسان والدراسات الاستراتيجية، ( كلية ويلدنبرج الأمريكية البريطانية)
- أول باحث مغربي على الصعيد العالمي إلى يومنايستعمل التحليل النقابلى للتوافقاتو التصنيف الشجرى والمعلوميات في مجال القرآن الكريم والسنة النبوية والتنمية البشرية
-مؤسس ومبرمج ورئيس سابق لل الهيئة المغربية للإعجاز العلمى في القرآن والسنة ب كلية العلوم ب الرباط 2003
-مؤسس ومبرمج ومدير قسم الاعجاز العلمى في القرآن والسنة ب المجلس العلمي المحلى ب الرباط2012
- مدير مكتب الهيئة العالمية للإعجاز العلمي في القرآن والسنة بالرباط 2006
- مدير المركز المغربي للإعجاز علمي والتنمية البشريةب الرباط2012.
- واعظ رسمي بالمجلس العلمي (التابع للمجلس العلمي الأعلى) لمدينة الرباط.
- ممثل للمغرب في الأسبوع العلمي لجامعة غينيا كونكري 1989 (وزارة الخارجية المغربية).
- مؤطر ومبرمج ومحاضر لدورات علمية واجتماعية مجال الاعجاز العلمى في القرآن والسنة والتنمية البشرية في المجلس العلمي بالرباط.
- إعطاء برامج تلفزية في ميدان الإعجاز العلمي في القرآن بقناة محمد السادس للقرآن الكريم التلفزية.
- عضو مؤسس للجمعية المغربية لأساتذة الرياضيات في التعليم العالي بالجامعة المغربية SMI.
- منسق ومبرمج محاضرات سنة القرآن الكريم بمشاركة شُعَب الدراسات الإسلامية بكلية الآداب والعلوم الإنسانية، جامعة محمد الخامس بالرباط، والمجلس العلمي لمدينة الرباط (التابع للمجلس العلمي الأعلى)، المغرب.
- مستشار في عدة جمعيات وطنية.
- محاضر في عدة جامعات مغربية ودولية (الرباط، الجديدة، القنيطرة، فاس، مكناس، طنجة، تازة،قسنطينة،دبي،راس الخيمة، الشارقة، حلب، سطيف ،جيجل، الجزائر العاصمة، الخرطوم،غينيا كونكرى، المدينة طيبة،...)
- إعطاء محاضرات ثقافية وعلمية في كثير من المدن المغربية.
- عضو شرفي في عدة جمعيات لآباء وأولياء تلاميذ الثانويات بالرباط.
- مؤطر لطلبة الدكتوراة في العلوم الرياضية التطبيقية بكلية العلوم، قسم الذكاء الاصطناعي والتواصل المعلومياتي، الرباط.
- مساهم في تأطير طلبة مختبر اللسانيات المعلوماتية، المدرسة المحمدية للمهندسين، الرباط.
- عضو مؤسس لجنة شعبة الرياضيات بكلية العلوم، جامعة محمد الخامس، الرباط (سابقًا).
- عضو بمجلس كلية العلوم، جامعة محمد الخامس، الرباط (سابقًا).
- مؤطر بشعبة التبريز لأساتذة التعليم الثانوي، المدرسة العليا للأساتذة، جامعة عبد المالك السعدي، تطوان (سابقًا).
- مؤطر لطلبة شعبة الدراسات الإسلامية في الإعجاز العلمي في القرآن الكريم والسنة النبوية، كلية الآداب والعلوم الإنسانية، جامعة محمد الخامس، الرباط.
- حاصل على عدة شهادات تقدير من (جامعات ومؤسسات دولية،الإمارات المتحدة،جامعة فلسنفانياالأمريكية،السودان،الكويت،الجزائر،سوريا،الأردن،الخارجية الأمريكية، أكاديمية العلوم بالفاتيكان، الجامعات المغربية،فرنسا)
-أول أستاذ جامعى أدخل مادة (التحليل التوافقى للمتقابلات، والتتحليل الأوتوماتيكى ل كلية العلوم، جامعة محمد الخامس، شعبة الرياضيات والمعلومياتب الرباط)1992.
-أعطى أكثر من 1024 محاضرة في( شتى مجالات العلوم، والإعجاز العلمى في القرآن الكريم والسنةالنبوية، والتنمية البشرية

### مؤلفات
- كتابة أكثر من 294 مقالا علميا بالإضافة إلى استجوابات علمية وثقافية مع جرائد وطنية ودولية وقنوات تلفزية وفي مواقع الإنترنيت.
- كتابة أكثر من 19 مقالا علميا أصيلا في ميدان الرياضيات التطبيقية باللغة الفرنسية، نشرت في مراكز علمية دولية.
- كتابة أكثر من 25 كتابا في ميدان القرآن الكريم والعلوم التجريبية.
- كتابة ثلاثة كتب في الرياضيات وحساب الاحتمالات وتحليل المعطيات.

## وصلات خارجية
- د. أ. إدريس الخرشاف يتحدث عن إنجازاته في استجواب مع جريدة التجديد المغربية
- بعض المقالات المتنوعة لإدريس الخرشاف
- المعادلة الكبرى للنظام الكوني : Ω = 3 + a لـ: د. أ. إدريس الخرشاف